# Elfi Deufl
Elfi Deufl (ur. 28 października 1958 w Waidhofen an der Ybbs) – austriacka narciarka alpejska.

## Kariera
W zawodach Pucharu Świata zadebiutowała 4 grudnia 1974 roku w Val d’Isère, gdzie zajęła 24. miejsce w zjeździe. Pierwsze punkty wywalczyła 21 grudnia 1974 roku w Saalbach-Hinterglemm, gdzie zajęła szóste miejsce w tej samej konkurencji. Na podium zawodów tego cyklu pierwszy raz stanęła 10 grudnia 1975 roku w Aprica, kończąc rywalizację w zjeździe na drugiej pozycji. W zawodach tych rozdzieliła swą rodaczkę, Brigitte Totschnig i Cindy Nelson z USA. W kolejnych startach jeszcze jeden raz stanęła na podium: 21 stycznia 1976 roku w Badgastein była trzecia w tej samej konkurencji. Tym razem lepsze okazały się dwie Szwajcarki: Doris de Agostini i Marlies Oberholzer. W sezonie 1975/1976 zajęła 18. miejsce w klasyfikacji generalnej, a w klasyfikacji zjazdu była piąta.
Nie startowała na igrzyskach olimpijskich ani mistrzostwach świata.
W kwietniu 1978 roku zakończyła karierę.

## Osiągnięcia

### Puchar Świata

#### Miejsca w klasyfikacji generalnej
- sezon 1974/1975: 29.
- sezon 1975/1976: 18.
- sezon 1976/1977: 32.

#### Miejsca na podium
1. Aprica – 10 grudnia 1975 (zjazd) – 2. miejsce
2. Badgastein – 21 stycznia 1976 (zjazd) – 3. miejsce